# Tax shelter
Le Tax Shelter est le nom sous lequel est connue une niche fiscale insérée dans le Code des impôts sur le revenu 1992 belge (article 194ter) en 2003 et qui est destinée à encourager l'investissement dans une oeuvre culturelle par les sociétés soumises à l'impôt sur les sociétés belges. Le principe de base du tax shelter est qu'une société qui entre dans les conditions définies par la loi se verra accorder une réduction de son bénéfice imposable en fonction des sommes investies dans une œuvre éligible.
Créé en 2003, le « tax shelter » est, dans un premier temps, réservé au secteur audiovisuel (cinéma et télévision) et permet un développement sans précédent de l'activité cinématographique en Belgique. Par la suite, la loi est devenue applicable aux arts de la scène (2017) et aux jeux vidéo (2023) et il est parfois question d'étendre le système à d'autres secteurs.
Le système est parfois critiqué pour des effets pervers et des dérapages, ce qui a régulièrement entrainé des réformes. La plus importante a été celle de 2014 qui a amélioré la transparence et la facilité de mise en place et de suivi pour les entreprises qui en bénéficient. Cette réforme a largement contribué à populariser l'investissement tax shelter pour les entreprises.

## Acteurs du marché
Outre l'investisseur et le producteur, qui sont les acteurs de base d'un investissement de type tax shelter, le marché a connu l'émergence d'intermédiaires ayant plutôt, selon les cas, une approche plutôt financière, mettant en avant leur fiabilité ou la sécurité, ou plutôt culturelle. On trouve l'approche financière chez les intermédiaires purs qui se sont créés de manière indépendante, comme uFund ou Scope Invest. L'approche culturelle se retrouve plutôt chez Casa Kafka (société de levée de fonds créée par la RTBF) ou chez Inver Invest (un intermédiaire créé par des producteurs).  
Les banques belges se sont assez peu intéressées au marché, sauf via un partenariat avec un intermédiaire non bancaire dont elles offrent le produit à leur client (sauf pour BNP Paribas Fortis qui a développé une structure propre).

## Le produit
De 2003 à 2014, le produit est relativement complexe, puisqu'il est en partie basé sur un investissement dans les recettes futures du film. Afin de neutraliser l'incertitude liée aux recettes, les intermédiaires financiers proposent alors des montages transforment l'investissement en produit avec rendement minimum garanti. Le produit reste toutefois compliqué, et le lien avec les recettes aboutissait à des dérapages où le rendement était maximisé pour les investisseurs, sans égards aux besoins du secteur audiovisuel pour lequel le tax shelter avait été créé, ce qu'une commission parlementaire avait examiné en 2013 . 
La réforme de 2014 entrée en vigueur en 2015  modifia donc profondément le système en lui donnant sa forme actuelle : un produit à rendement fixe. Afin d'empêcher les dérives, les investisseurs ne peuvent plus acquérir les droits du film et des mesures de contrôle sont créées pour augmenter les investissements pertinents dans le cinéma . 
Le retour sur investissement, tel que défini dans la loi, s'articule en 2 parties:  
- Un rendement fiscal via une réduction du revenu imposable de la société pour l'année du contrat; 
- Un rendement financier payé par le producteur avec taux et durée maximum fixés par la loi (taux interbancaire plus 4,50% annuel sur 18 mois).  

## Succès
Créé en 2003, le tax shelter a connu un succès grandissant auprès des investisseurs : un peu plus de 10 millions d’euros étaient levés en 2004, le seuil des 50 millions a été dépassé en 2007 et plus de 150 millions ont été levés en 2011 .
Ce succès a eu un impact important sur les productions audiovisuelles en Belgique : entre 2003 et 2010, l'emploi a crû de 23 % dans le secteur et le nombre de films belges produits durant cette période a été multiplié par 2,5 tandis que les récompenses reçues par des productions belges a crû de 49 % . 
Les levées de fonds du marché se situent entre 160 et 200 millions d'Euros depuis 2015. 

## Recettes budgétaires et dumping fiscal
Une des conditions de l'obtention de l'avantage fiscal étant un certain niveau de dépenses devant être faites en Belgique (sauf pour les jeux vidéo), il a été déterminé que le tax shelter, par son effet positif sur le secteur, génère des recettes nouvelles pour l'état, recettes qui sont supérieures au coût de l'avantage tax shelter . Selon des études, commanditées par des entreprises du secteur, chaque euro d'impôt non perçu dans le cadre du tax shelter rapporterait 1,2 euro au budget belge par le surcoût d'activité engendré. Cependant, la pratique du tax shelter pose la question du dumping fiscal pratiqué dans ce domaine par la Belgique envers ses voisins européens, qui s'accompagne d'une diminution globale des recettes fiscales tirées par les états membre européens. 
Toutefois, la Belgique a intégré dans les conditions imposées aux producteurs utilisant le tax shelter un certain niveau de dépenses effectuées dans l'Espace Économique Européen dont seule une partie doit être faite en Belgique (sauf pour les jeux vidéo, pour lesquels ce critère a été abandonné).

## Développements envisagés
Le succès du système tax shelter a poussé certains à envisager s'il pouvait être étendu à d'autres secteurs, par exemple au secteur des arts de la scène (ce qui a été fait en 2017), du livre, des jeux vidéo (ce qui a été fait en 2023), du sport ou aux petites entreprises innovantes.

## Sources
- Le cinéma belge, un investissement refuge ? Panorama du marché du Tax Shelter, Regards économiques, UCL
- Le Tax Shelter: un incitant fiscal, financier, économique et culturel, Mémoire de Aurélie MICHIELS, 2012
- A qui profite le tax shelter?, Mémoire de Pierre-Antoine Simon, 2010